# Beck (манґа)
BECK (яп. ベック, Bekku) — японська серія манґи, написана та проілюстрована Гарольдом Сакуісі.Спершу манґа була серіалізована у Monthly Shōnen Magazine з 1999 по 2008 рік, а з 103 глави публікувалася Kodansha в 34 томах танкобону. У ній розповідається про групу японських підлітків, які утворюють рок-групу, та їх боротьбу за славу, зосереджуючись на 14-річному Юкіо «Коюкі» Танаці, який до зустрічі з вундеркіндом-гітаристом Рюсуке Мінамі був середньостатистичним підлітком із нудним життям.
Манґа була адаптована до 26-серійного аніме-телесеріалу під назвою BECK: Mongolian Chop Squad, яке реалізувало студія Madhouse, і виходило в етер на телеканалі TV Tokyo з жовтня 2004 по березень 2005 року.

## Сюжет
Юкіо Танака, якого друзі називають «Коюкі», звичайний 14-річний японець, який починає вчитися у восьмому класі молодшої школи. Його нудне життя змінюється, коли він рятує дивну собаку на ім'я Бек від дітей. Власником Бека виявляється рок-музикант, 16-річний Рюсуке Мінамі, який згодом надихає Коюкі почати грати на гітарі. Історія зосереджена на випробуваннях і негараздах рок-групи Бек, а також стосунках Коюкі з її учасниками, зокрема Рюсуке та його 14-річною зведеною сестрою Махо.
Після спілкування з Рюсуке і того, як він грає зі своєю колишньою групою, Коюкі поступово починає цікавитися західної рок-музикою. Рюсуке дає йому гітару, але коли Коюкі ламає її, Рюсуке каже йому більше ніколи не спілкуватися з ним. У той же час, Рюсуке формує свою нову групу Beck, з вокалістом Цунемі Чіба, басистом Йосіюкі Тайра і Того, барабанщиком його попередньої групи. Коюкі починає працювати і вчитися грати на гітарі у 44-річного Кенічі Сайту в обмін на лагодження гітари.
Через рік він возз'єднується з Рюсуке і починає репетирувати з Беком. Коюкі подружився зі своїм однокласником Юдзі «Саку» Сакураї. Коли Того залишає групу, Рюсуке запрошує Коюкі і Саку приєднатися до Беку, як музикантів підтримки, стаючи повноправними членами тільки тоді, коли група чує спів Коюкі. Зрештою Бек випускає свій перший альбом, який виходить на незалежному лейблі в США під назвою Mongolian Chop Squad. ОПісля завоювання популярності з американського альбому і участі Koyuki в міжнародному концертному документальному фільмі, Бек отримує місце на музичному фестивалі Grateful Sound 5, де вони включили саме розмовне про шоу всього фестивалю.
Коюки розуміє, що життя без групи є надзвичайно скучне, він повільно збирає членів рок-групи разом, окрім Рюсуке, місцеперебування якого невідоме. Вони виступають в якості квартету, перш ніж отримати пропозицію провести тур по США на основі їх виступи Grateful Sound 5. Після того, як Коюкі і Саку покинули школу заради туру, Бек вирушає в Америку. Але після кількох невдалих виступів, вони були вигнані з туру, перш ніж возз'єднатися з Рюсуке в Сіетлі. (Адаптація аніме закінчується тут.) Частина туру, що залишилася стала хітом, і в підсумку вони з'являються на національному телебаченні, перш ніж повернутися в Японію.
Після випуску двох синглів, Бек вирушає в тур по Японії і заробляє місце в Grateful Sound 7. Проте пізніше вони вибувають зі складу. Вони повільно повертаються після формування туру з декількома схожими за звучанням групами, підписують контракт з популярним британським інді-лейблом і починають записувати свій перший повний альбом. Знаменитий режисер, який створив концертний документальний фільм Коюкі одного разу з'явився врешті-решт режисером свого першого музичного відео. Їх альбом і музичне відео добре працюють як в Японії, так і в Англії, приносячи їм численні статті в журналах обох країн. Після чергового туру по Японії, вони роблять короткий тур по Англії, в тому числі місце на перезапуск легендарного фестивалю Авалон. Потім група підписує контракт з великим міжнародним лейблом звукозапису і записує свій дебютний альбом в Нью-Йорку. З альбомом надзвичайно успішним в усьому світі, вони гастролюють по Японії та Америці, а потім серіал закінчується хедлайнерами Бека на головній сцені на Grateful Sound 9.

## Герої
Юкіо «Коюкі» Танака (田 中 幸 雄, Tanaka Yukio)Головний герой; серіал слідує за швидким розвитком нудного середньостастичного життя підлітка до становлення видатним гітаристом і співаком. До зустрічі з Рюсуке він слухав тільки японську поп-музику, ніколи не слухаючи іноземну групу. Він є останнім учасником, набраними в Бек (разом з Саку), що грає ритм-гітару і співає повільні пісні. Коюкі був озвучений Дайсуке Намікава в японському аніме, Казуя Хірабаясі озвучив його, а Грег Айрес — в англійському дубляжі.
Рюсуке «Промінь» Мінамі (南 竜 介, Minami Ryūsuke)Нероба, але неймовірно талановитий гітарист, який надихає Коюкі повернутися до інструменту. Рюсуке говорить англійською краще, ніж японською, проживши в Нью-Йорку 8 років. Він є провідним гітаристом Бек, а також його членом-засновником. Велика частина сюжету обертається навколо нього і його гітари Gibson Les Paul (Lucille). Рюсуке був озвучений Юмой Уено в японському аніме і Еріком Вейл в англійському дубляжі.
Махо Мінамі (南 真 帆, Minami Maho)Махо — молодша зведена сестра Рюсуке і талановита співачка. Вона зухвала, але емоційно тендітна, і поступово будує стосунки з Коюкі. Красива і досить популярна, Коюкі часто ставиться до неї романтично. Вона, очевидно, обдарована співачка, Махо запевняє Коюкі, що вона дійсно хотіла б стати кінорежисером. Вона також модель-любитель. Махо була озвучена Міхо Сайки в японському аніме, Соуелу озвучила її, а Бріна Паленсіа в англійському дубляжі.
Цунемі Чіба (千葉 恒 美, Chiba Tsunemi)Вокаліст Бека, вокал Чіби більше панк і реп, що у Коюки і, таким чином, більше підходить для більшості пісень Бек. Він легко стає одним постійним членом Бек, ніколи не тікаючи від бою або приховуючи свої почуття в тяжких ситуаціях. Він також дуже хороший каратист, свої навички використовує у своїх виступах. Спочатку він цікавився карате, тому що з нього знущалися в молодості. Коли він не зайнятий з групою, він допомагає керувати сімейним магазином Рамен; він говорить, що якщо Бек розпадеться, він відкриє мережу магазинів. До конця серіалу Рюсукє говорить йому, що він повинен залишити групу, тому що він думає, що він не так горить музикою, як інші члени груп. Він покидає її, але швидко повертається, щоб грати з групою. Його зовнішній вид оснований на вокалісті Rage Against the Machine Зак де ла Роча. Він був озвучений Синтаро Охатой в японському аніме, Тацузо з YKZ озвучив його, а Джастін Кук в англійському дубляжі.
Йошіюкі Тайра (平 義 行, Taira Yoshiyuki)Басист Бека, Тайра — другий учасник, найнятий Рюсуке. Хоча іноді він може здаватися байдужим або апатичним, насправді він найстарший з учасників групи і часто дає корисні поради. Зазвичай він грає на концертах без сорочки, як і його прототип з реального життя, на якому він базується: Flea з Red Hot Chili Peppers. Його основним живим басом є білий Music Man Stingray (модель 1993—1996, що ідентифікується за типом моста) з 3-смуговим EQ і Трансмостом. Тайра озвучений Кендзі Нодзіма в японському аніме і Джеррі Джуелл в англійському дубляжі.
Кенічі Сайто (斉 藤 研 一, Saitō Ken'ichi)Сайто — збоченець середнього віку і колишній олімпійський плавець, який вчить Коюкі грі на гітарі, так і плавати в обмін на те, що Коюкі працює в його бізнесі. Незважаючи на те, що він може бути вимогливим інструктором, він відкриває у Коюкі його потенціал. Сайто озвучений Порше Окіта в японському аніме і Брюсом Еліотом в англійському дубляжі.
Юдзі «Саку» Сакураї (桜 井 裕 志, Сакураи Юдзі)Саку є барабанщиком Бек і останнім учасником, що приєднався до нього (разом з Коюкі). Спочатку він стає хорошим другом Коюкі в школі, будучи єдиною людиною, яка говорить з ним, в той час як Хіодо підбурював весь клас не робити цього.  Він ближче до Коюкі, ніж інші учасники групи, і Коюкі часто довіряє йому в моменти невпевненості в собі. До кінця серіалу він переїжджає в середню школу, але обіцяє, що повернеться за умови, що Бек возз'єднається. Як Коюкі відроджує Бек, Саку повертається, кажучи групі, що він по суті втік з дому, щоб зробити це. Він був озвучений Тору Нара в японському аніме і Джонні Йонг Бошем в англійському дубляжі.

## Медіа

### Манга
Оригінальна манга була написана і проілюстрована Гарольдом Сакуїші і опублікована Kodansha в його Monthly Shōnen Magazine з 1999 по травень 2008 року (який вийшов 5 квітня). Спеціальний 77-сторінковий сюжет був опублікований в жовтні 2008 року в Monthly Shōnen Magazine. На ній зображений останній день Едді Лі, популярного американського рок-музиканта і одного Рюсуке. 103 глави (включаючи спеціальний випуск Едді Лі) були об'єднані в 34 танкобон.
Манга була ліцензована для випуску англійською мовою компанією Tokyopop. Німецьке відділення Tokyopop опублікувало версію на німецькій мові. У січні 2009 року було оголошено, що у Kodansha закінчується термін дії всіх німецьких ліцензій Tokyopop, включаючи Beck. Це згодом призвело до того, що англійська ліцензія Tokyopop на Beck також минула. Було опубліковано лише 12 томів. 2018 року Comixology почала випускати серію в цифровому форматі. Вони випустили перші чотирнадцять томів одночасно 5 липня. Серія також вийшла французькою, італійською, корейською та китайською мовами Delcourt / Akata, Dynit, Haksan Culture Company і Tong Li Publishing відповідно.

### Аніме
Аніме-серіал був названий BECK: Mongolian Chop Squad, після субтитра, використовуваного групою в серіалі в Сполучених Штатах, і транслювався на японському TV Tokyo з жовтня 2004 по березень 2005. Режисер — Осаму Кобаясі, анімація — Madhouse.
Аніме було дубльовано і транслювалося по телеканалам в Північній Америці, Франції, Італії, Філіппінах і Таїланді.

### Саундтреки
У 2002 році манга отримала триб'ют-альбом за участю кількох різних виконавців. Пісні, використані в аніме, які були виконані вокалістами персонажа з Beat Crusaders, вийшли на саундтреку в 2002 році. У той же день вийшов альбом з цими ж піснями, але в їх оригінальних версіях.

### Інші медіа
Були створені фігурки кожного учасника групи, оснащені підсилювачами, взаємозамінними гітарами, а в разі Саку — ретельно розробленим барабанним комплектом.
31 березня 2005 року Marvelous Interactive випустила пригодницьку відеогру для Playstation 2 під назвою BECK: The Game.
Fender Japan випустила дві фірмові гітари Beck. A Fender Telecaster, і Fender Mustang, які були зіграні Коюкі. Підпис написана на зворотному боці обкладинки гітари.

## Нагороди
Манга
Серіал виграв премію «Kodansha Manga» у 2002 році в категорії сьонен. Станом на квітень 2008 року в Японії було продано 12 мільйонів примірників.
Аніме
| Джерела                                                              | Критик         | Оцінки                                                                                 | Нотатки                                                                                              |
| -------------------------------------------------------------------- | -------------- | -------------------------------------------------------------------------------------- | --- |
| Anime News Network [Архівовано 11 листопада 2020 у Wayback Machine.] | Карл Кімлінгер | Загалом (dub): A- Загалом (sub): B + Історія: B + Анімація: B + Рисовка: A- Музика: A- | DVD / Аніме Огляд тому 1 (епізоди 1-5) англійського дубляжу, який виконаний FUNimation Entertainment |
| AnimeOnDVD                                                           | Кріс Беверідж  | Зміст: A- Аудіо: A- Відео: C Змістовність: B+ Меню: B+ Додатки: B+                     | DVD / Аніме Огляд тому 1 (епізоди 1-5) англійського дубляжу, який виконаний FUNimation Entertainment |